# Коломейское сражение
Коломейское сражение — сражение между российской 9-й армией П. А. Лечицкого и 7-й австро-венгерской армией Пфланцер-Балтина, в результате которого австро-германские войска потерпели поражение и русскими войсками были захвачены Куты, Косов, Коломея и Делятин.

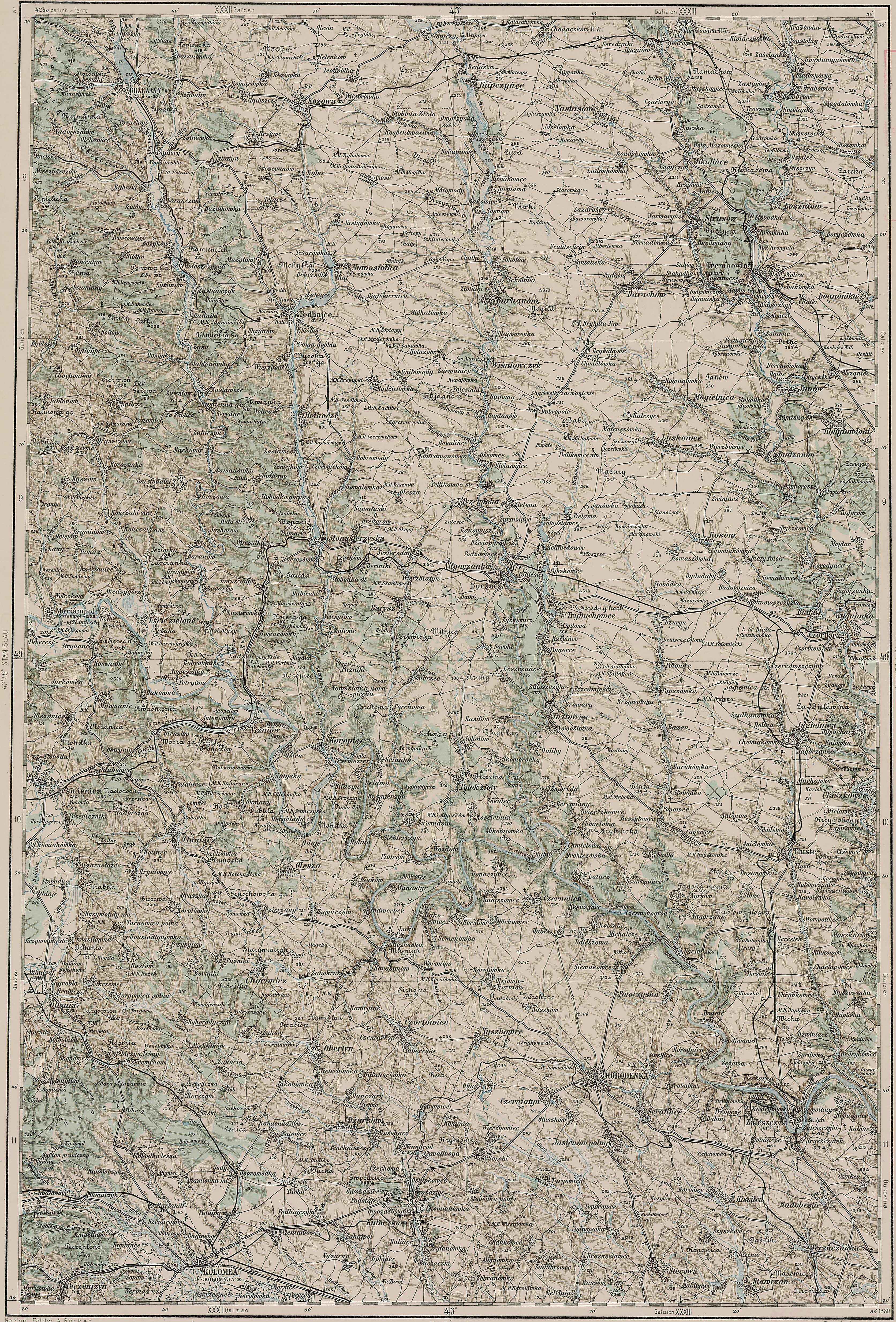
Район сражения на австрийской военной карте

## Планы сторон
После взятия 5 (18) июня Черновиц генерал П. А. Лечицкий, командующий 9-й армией, остановил свою ударную группу (войска 41-го, 12-го и 11-го корпусов) на линии Прута, готовясь к перемене операционного направления на восток — на Коломею и Станиславов.
Тем временем австро-германское командование провел широкую перегруппировку своих сил, и на прикарпатском ТВД была образована группа войск под началом наследника австрийского престола эрцгерцога Карла, в которую вошли германская Южная и 7-я австро-венгерская армии, усиленные тремя немецкими дивизиями. Эрцгерцог должен был ударить по левому крылу русской 9-й армии 20 июня (3 июля).
Однако Лечицкий опередил противника. Заслонившись в Карпатах Сводным и 3-м конным корпусами, ударная группировка его армии (33, 41 и 12-й армейские корпуса), развернутая между Днестром и Прутом, 15 (28) июня пошла в стремительное наступление на Коломею против 7-й австро-венгерской армии Пфланцер-Балтина. 11-й корпус должен был содействовать операции за Прутом, в горах.

## Ход сражения
15 (28) июня наступление армии Лечицкого было направлено в основном против 24-й пехотной дивизии в районе восточнее и северо-восточнее Косова, против 30-й пехотной дивизии и 42-й горной пехотной дивизии на Черняве, а также против 21-й пехотной дивизии на высотах восточнее Обертина. В то же самое время русские пытались отвоевать позиции у группы Лейде в днестровской излучине у Навал и Пётрова. Днем фронт группы Снярича (30-я и 42-я пехотные дивизии) на реке Черняве был прорван стремительно атакующими русскими в районе Кулачковцев, и его пришлось ночью отвести на плацдарм у Коломеи. Неудача вынудила группу Хадфи отступить к Великой Каменке и Обертину. На юге группе Хабермана поначалу удалось остановить наступление русских, но во второй половине дня русские атаковали фланг 24-й пехотной дивизии с юга. Подкрепления 51-й пехотной дивизии, брошенные на правый фланг Хабермана у Хомчина, не смогли сломить натиск противника. Вечером вся группа Хабермана отступила к Косову и высотам к северу от него. У Кут противник ворвался на позиции 8-й конной дивизии кавалерийского корпуса Брудермана, высота у Пораб была потеряна. На крайнем юге 1-я Донская дивизия, усиленная пехотой 82-й дивизии, продавила слабые позиции 3-й конной дивизии между Усть-Путила и Ростоками и устремилась через реку Черемош на запад в сторону Криворовни.
16 (29) июня русские вновь энергично продвигались вперед против 8-й кавдивизии слева и против южного крыла группы Хабермана. Дивизия не выдержала натиска и отступила под защиту арьергардов восточнее Космача. Южному крылу Хабермана (части 5-й, 24-й и 51-й пехотных дивизий), сражавшемуся у Пистыня, после тяжелых боев и больших потерь, пришлось отступить к Яблонову. Так как русские глубоко проникли на правый фланг 7-й армии, вечером она получила приказ отойти на линию Нижний Березов-Печенежин-Ивановцы-восточнее Отынии-к югу от Тлумача. В ночь на 17 (30) июня группы Хабермана, Снярича и Хадфи продолжили отступление. За два дня боёв они и 8-я кавдивизия  потеряли почти 40 000 бойцов.
17 (30) июня полки 12-го российского корпуса вошли в Коломею. Генерал Лечицкий хотел было остановить свою армию на линии Коломеи и выждать обещанные Ставкой подкрепления. Однако, узнав, что на выручку армии Пфланцера идут немцы, этот решительный военачальник решил не дожидаться ни немцев, ни подкреплений и продолжил наступление. К югу от Прута 12-й и 11-й корпуса стали преследовать отступающую группу Хабермана через Яблонов в направлении Печенежина. Во второй половине дня русские уже начали атаку на высоты между Нижним Березовом и Рунгурами и перед Печенижином. Севернее передовые части 9-й во второй половине дня достигли района западнее Обертина и Хотимира. Таким образом, русское командование, сосредоточив большую часть своей 9-й армии, стремились прежде всего осуществить прорыв через Пистынь на Делятин, чтобы разбить 7-ю армию в центре и сокрушить южное крыло австрийского Восточно-Галицийского фронта.
18 июня (1 июля) на участке фронта Хаберманна после сильного артиллерийского огня и упорных боев русские захватили высоты юго-восточнее Печенижина, обороняемые частями 51-й и 24-й пехотных дивизий. Три русских полка вышли на линию Рунгуры — Княждвор. Другие русские силы прорвали позиции 30-й пехотной дивизии на северном берегу Прута в районе Тлумачика и одновременно проникли в ее тыл с юга. Вечером австро-венгерские войска отступили на запад по долине Прута. Однако продвижение русских корпусов на Пруте давало возможность австрийцам провести фланговую атаку.
19 июня (2 июля) 44-я пехотная дивизия отбросила русских в долину Прута через Саджавку. Немецкая ударная группа под командованием генерал-лейтенанта Кревеля с позиции к юго-востоку от Тлумача двинулась к Хотимиру. Группа Хадфи присоединилась к этой операции южнее Отынии и одновременно поддержала наступление 44-й дивизии фланговым артиллерийским огнем. Контратаки русской кавалерии (6-я Донская дивизия) были отбиты. Русские были отброшены и перешли к обороне. Тем не менее Лечицкий продолжал атаковать своими передовыми дивизиями в направлении на запад и юго-запад и попытался взять под контроль шоссейную и железнодорожную линии, ведущие через Яблунецкий перевал в Венгрию.
19 июня (3 июля) штурмовые группы 11-го и 12-го корпусов сбили части 8-й кавдивизии с высот около Космача и заставили её отступить в направлении Татарова и Микуличина. Правое крыло сильно потрепанной группы Хабермана также было вынуждено уступить натиску противника и отступить от Выжнего Березова в район Белых Ослав. В то же время 9-я армия предприняла контратаки на Пруте и севернее. 44-я дивизия мужественно удерживала позиции на высотах западнее Молодятина, но ее контратака захлебнулась. Наступление групп Хадфи и Кревеля также прекратилось. Вечером русские прорвали позиции 30-й пехотной дивизии в долине Прута. Австрийскому командованию пришлось бросить в бой три батальона подвезённой 59-й пехотной дивизии, которым удалось остановить опасное продвижение русских и ночью отбросить их к Саджавке.
20 июня (4 июля) русская кавалерия с сопровождающей её пехотой 11-го корпуса ворвалась в долину Полоницы и захватила дорогу и железнодорожную линию, ведущие к перевалу Яблоница. В то время как русские 11-й и 12-й корпуса пытались прорваться к Делятину через Белые Ославы и вдоль Прута, ударная группа Кревеля (австро-венгерская 6-я пехотная, немецкие 119-я и 105-я пехотные дивизии, группа Лейде) в полдень 4-го снова атаковала северное крыло армии Лечицкого. Две немецкие дивизии после упорных боев продвинулись за Хотимир и в район северо-восточнее этого места, в то время как группа Лейде отвоевала свои старые позиции у Исакова.
21 июня (5 июля) Лечицкий нанес мощный удар на фронте 7-й армии между Днестром и Карпатами ударной группой их четырех корпусов в направлении на Тлумач и Делятин. В то же время 1-й Донская казачья дивизия и пехота 11-го корпуса стала обходить противника с юга через Микуличин. Днем русские войска прорвали позиции 30-й и 42-й пехотных дивизий (группа Снярича) у Майдана Граничного (южнее Седлище) и продвинулись через Средний Майдан. На севере группе Лейде пришлось с боями отступить от Исакова в сторону Олеши.
Утром 22 июня (6 июля) русские возобновили наступление южнее Прута и проникли в Микуличин, перерезав важную железнодорожную линию через перевал Яблоница, но к вечеру были задержаны ударами со стороны 8-й кавалерийской дивизии с юга и 9-й пехотной бригады с севера. В четыре часа дня с высот восточнее Белых Ослав штурмовые части русского 11-го корпуса атаковали 24-ю пехотную дивизию и прорвали её позиции, а 44-я пехотная дивизия подверглась атаке с фланга и тыла. Контратака группы Йессера (пять батальонов) провалилась, и части 11-го корпуса устремились южнее Прута в прорыв в направлении Заречье, Делятин. Вечером севернее Прута 12-й корпус также перешёл в наступление на участке 30-й дивизии возле Саджавки.
Развивая свой успех, Лечицкий 24 июня (8 июля) занял Делятин, победно закончив девятидневное сражение. В Коломейском сражении русские войска захватили 764 офицера, 30 875 нижних чинов пленными, 18 орудий и 130 пулеметов. 